# Western Bulldogs
Western Bulldogs är en professionell australisk fotbollsklubb från Melbourne, Victoria. Klubben tävlar i Australian Football League.

## Klubblåt
| Engelsk originaltext | Svensk översättning |
| --- | ------------------- |
| Sons of the West Red, white and blue We come out snarling Bulldogs through and through Bulldogs bite and Bulldogs roar We give our very best But you can't beat the boys Of the Bulldog breed We're the team of the mighty West! |                     |